# Other Windsor (5e comte de Plymouth)
Other Hickman Windsor (30 mai 1751 - 12 juin 1799) est un noble anglais.

## Biographie
Portant le nom de Lord Windsor depuis sa naissance, il est le fils aîné de Other Windsor, 4e comte de Plymouth, et de l'honorable Catherine, fille de Thomas Archer (1er baron Archer) . Il est élu membre de la Royal Society le 22 avril 1773. Il est nommé colonel de la milice du Glamorganshire, le 6 août 1779 .
Lord Plymouth épouse sa cousine germaine l'honorable Sarah, fille d'Andrew Archer (2e baron Archer), le 20 mai 1778. Ils ont eu plusieurs enfants, dont:
- Other Windsor (2 juillet 1789 - 20 juillet 1833)
- Maria Windsor (1790 - 7 avril 1855), épouse d'Arthur Hill (3e marquis de Downshire).
- Harriet Windsor-Clive (en) baronne Windsor (30 juillet 1797 - 9 novembre 1869), épouse de Robert Clive.

Lord Plymouth décède en juin 1799, à l'âge de 48 ans. Son fils, Other, lui succède au comté. La comtesse douairière de Plymouth épouse William Pitt Amherst son second mari .